# Behangener Mehlschirmling
Der ungenießbare Behangene Mehlschirmling (Cystolepiota seminuda, syn. Cystolepiota sistrata, Cystolepiota sororia) ist eine Pilzart aus der Familie der Champignonverwandten (Agaricaceae). Der kleine, weißliche Schirmling ist jung mehlig bereift und am Hutrand oft mit Velumresten behangen. Die Fruchtkörper erscheinen von Juli bis November meist im Laub-, seltener auch im Nadelwald. Er wird auch Weißer Mehlschirmling oder Zierlicher Mehlschirmling genannt.

## Merkmale

### Makroskopische Merkmale
Der Hut ist 0,5–2,5 cm breit, anfangs kegelig bis glockig, dann gewölbt bis ausgebreitet. Die matte, jung einheitlich weiß bemehlte Oberfläche ist rein weiß bis blassgelb gefärbt. Die Hutmitte ist meist stumpf gebuckelt und oft gelbbräunlich oder rosa bis graulila getönt. Junge Fruchtkörper haben einen flockig behangenen Hutrand, im Alter ist der Rand oft aufwärts gebogen.
Die ziemlich gedrängt stehenden, weißlichen Lamellen stehen frei und sind mit zahlreichen Zwischenlamellen untermischt, das Sporenpulver ist weiß. (In der Varietät sororia sind die Lamellen gelblich.)
Der Stiel ist 2–5 cm lang, 2–4 cm breit, weiß und oft etwas gekrümmt. Auch er ist weißflockig bis mehlig bereift und verfärbt sich später besonders bei Berührung vom Grund her weinrötlich bis lila-bräunlich. Das sehr dünne Fleisch schmeckt mild, der Geruch ist schwach und erinnert ein wenig an den Stink-Schirmling. (Kostversuche sollten vermieden werden, da einige kleine Schirmlinge schon beim Kosten organschädigend sein können!)

### Mikroskopische Merkmale
Die kurzellipsoiden Sporen sind 3–4,5 µm lang und 2–3 µm breit. In der Varietät sororia sind sie lang-ellipsoid und werden bis zu 6 µm lang. Zystiden auf den Lamellen fehlen.

## Artabgrenzung
Der Behangene Mehlschirmling ist innerhalb seiner Gattung durch seinen mehr oder weniger weißlichen Hut, die nicht dextrinoiden Sporen und das Fehlen von Zystiden auf den Lamellenflächen und -schneiden gekennzeichnet. Weitere ähnliche Arten außerhalb der Gattung sind der Weiße Körnchenschirmling (Cystodermella ambrosii), der Weiße Schirmling (Lepiota erminea) und der Starkriechende Körnchenschirmling (Cystoderma carcharias).

## Ökologie
Man findet den Pilz vorwiegend in Laubwaldgesellschaften, vor allem in Buchen- und verschiedenen Au-, aber auch in Hainbuchen-Eichenwäldern. Aus reinen Nadelwäldern oder Forsten gibt es nur wenige Nachweise. Die Fruchtkörper erscheinen auffallend oft an Wegrändern. Der Schirmling bevorzugt lehmige, nährstoffreiche Böden, die meist neutral bis basisch sind. In wärmebegünstigten Lagen wächst er auch auf schwach sauren Böden. Die Fruchtkörper erscheinen meist gesellig von Juli bis November, in der Regel findet man ihn aber im Sommer und im frühen Herbst.

## Verbreitung

Europäische Länder mit Fundnachweisen des Behangenen Mehlschirmlings.
Länder mit Fundmeldungen
Länder ohne Nachweise
keine Daten
außereuropäische Länder

Der Pilz kommt in Nordamerika (Kanada, USA), Nordafrika (Marokko, Algerien) und Europa vor. Er wurde auch in Australien und Asien (Japan) nachgewiesen. In Europa ist die Art meridional bis temperat verbreitet. In Nordeuropa reicht das Verbreitungsgebiet in Norwegen bis zum 69. und in Schweden bis zum 63. Breitengrad.
In Deutschland ist der Behangene Mehlschirmling weit verbreitet, nur in der Norddeutschen Tiefebene und in den Gebieten mit vorherrschendem Nadelwald ist er zerstreut bis selten.

## Bedeutung
Auch wenn keine Giftwirkung bekannt ist, sollten kleine Schirmlinge niemals zu Speisezwecken gesammelt werden.